# Buhl-Verville CA-3 Airster
O Buhl-Verville CA-3 Airster (também conhecido como J4 Airster, devido a seu motor), foi um avião utilitário construído nos Estados Unidos em 1926, notavelmente como a primeira aeronave a receber um certificado de tipo nos Estados Unidos, emitido pelo braço aeronáutico do Departamento de Comércio dos Estados Unidos em 29 de março de 1927. Era um biplano convencional com asas de envergadura iguais, com acomodação para o piloto e passageiros em tandem em uma cabine aberta. Apesar de ter sido vendido para uma grande variedade de missões, incluindo aplicação agrícola, fotografia aérea, transporte de cargas, apenas algumas aeronaves foram construídas, algumas com motor refrigerado a água como o CW-3 e outros com motores resfriados a ar, como o CA-3. Um CA-3 ficou em segundo lugar no Tour Aéreo Nacional de Confiabilidade Ford (em inglês:  Ford National Reliability Air Tour) de 1926, pilotado por Louis Meister e outro (designado CA-3A) ficou em terceiro lugar na Corrida Aérea de 1927, pilotado por Nick Mamer. Um CW-3 e um CA-3 foram avaliados pelo Exército dos Estados Unidos para uso como avião de treinamento, mas nenhum foi adquirido.

## Variantes
- Modelos CA
  - CA-3 Airster (1926) J4 Airster ou B-V Airster: equipado com um motor Wright J-4 de 200 hp (149 kW), com asas dobráveis. Recebeu o primeiro certificado de tipo emitido em março de 1927. Um modelo modificado com um motor Wright J-5 de 220 hp (164 kW) foi testado pelo Exército dos Estados unidos.
  - CA-3A Airster (1926): equipado com um motor Wright J-5 de 225 hp (168 kW). Três aeronaves construídas. Custo na época: US$ 9.300.
  - CA-3B Airster (1926): uma aeronave construída.

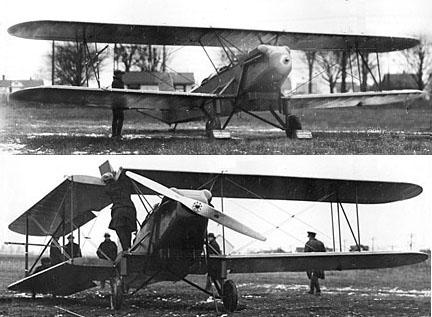
CW-3 OX5 Airster (1925) com asas dobráveis

- Modelos CW
  - CW-3 OX5 Airster (1925)[8]: equipado com um motor Curtiss OX-5 de 90 hp (67,1 kW), com carga útil de 770 lb (349 kg), alcance de 475 mi (764 km) e asas dobráveis. Três aeronaves construídas.
  - CW-3 Wright Trainer (1926): equipado com um motor Wright J-5 de 220 hp (164 kW), com carga útil de 885 lb (401 kg) e um alcance de 450 mi (724 km). Uma aeronave construída para testes militares.